# Záraza

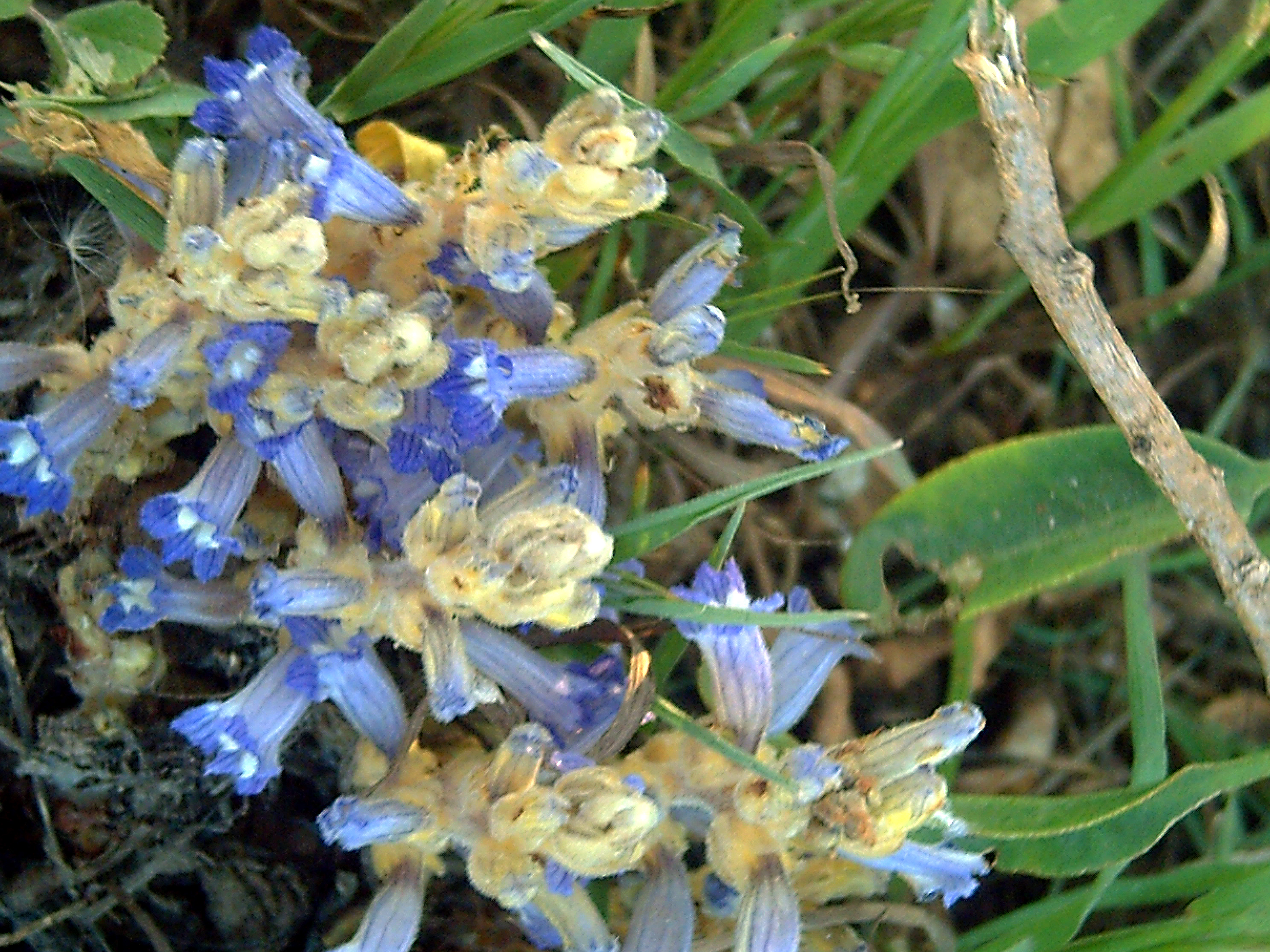
Záraza větevnatá (Orobanche ramosa)

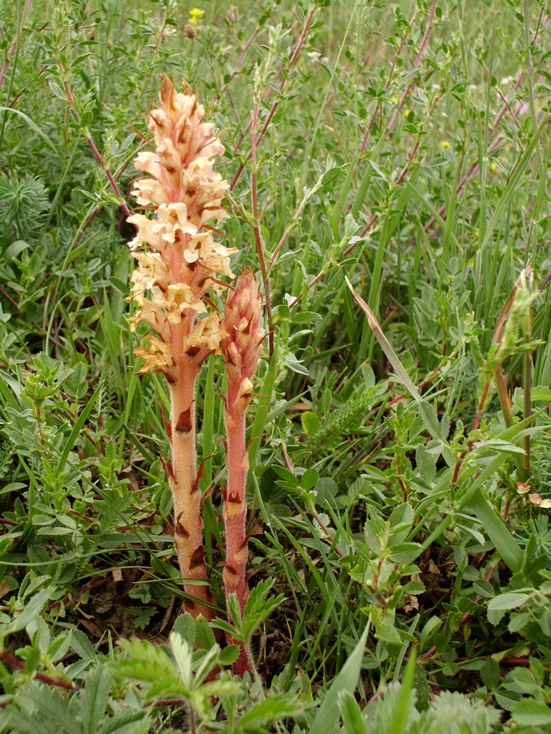
Záraza žlutá (Orobanche lutea)

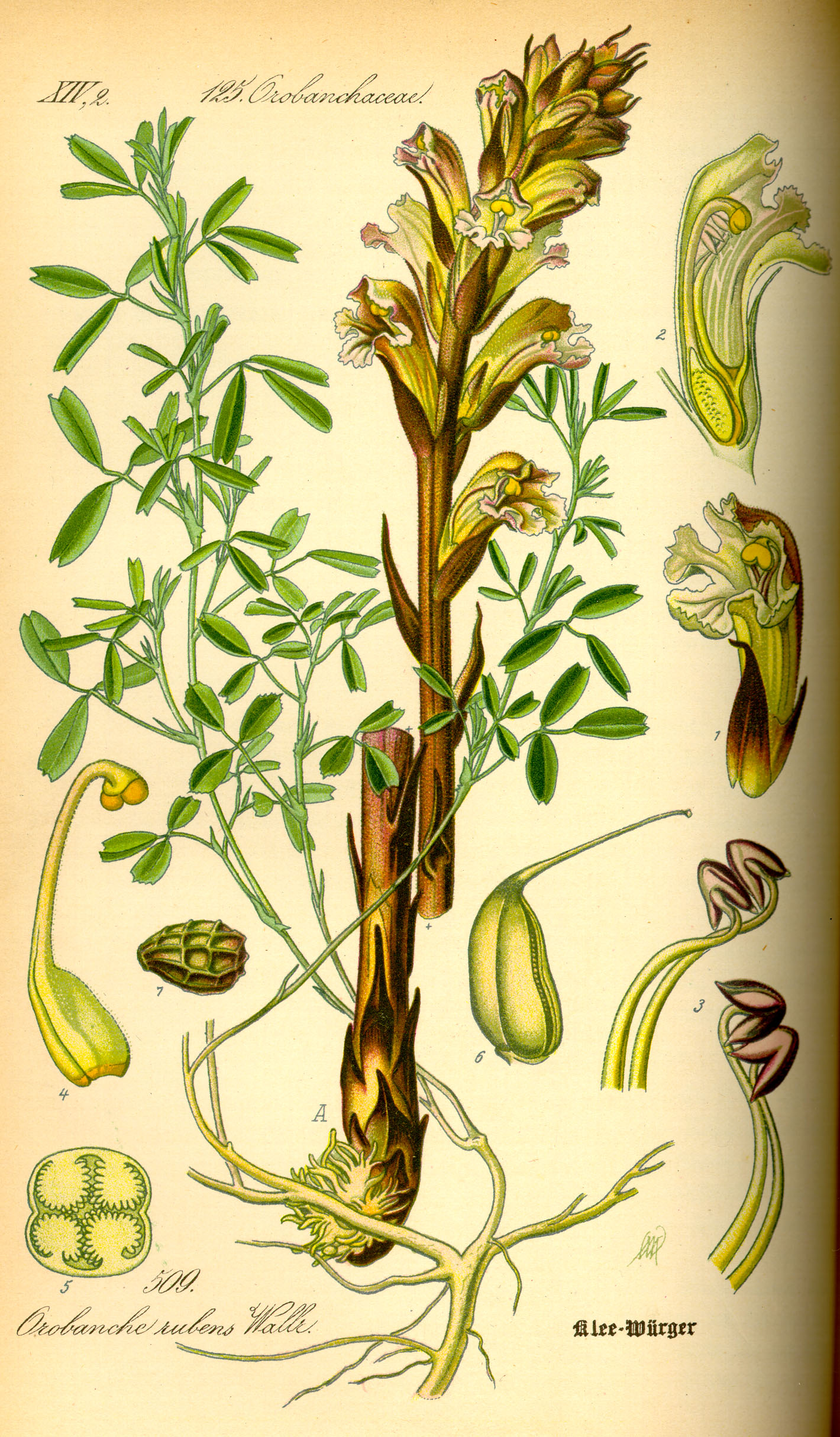
Záraza – ilustrace

Záraza (Orobanche) je rod cizopasných, nezelených rostlin z čeledi zárazovité (Orobanchaceae) vyšších dvouděložných rostlin.

## Výskyt
Zárazy jsou nejvíce rozšířeny v mírném podnebném pásu severní polokoule, Austrálie i na Novém Zélandu. Poněkud méně již v subtropických oblastech Afriky, Asie a Střední Ameriky. V České republice se vyskytuje 17 druhů, které jsou poměrně teplomilné a rostou nejvíce na sušších, teplejších, dobře osluněných místech.

## Popis
Je to jednoletá až vytrvalá bylina zcela bez chlorofylu. Lodyhu má jednoduchou, zřídka větvenou, dosahuje běžně výšky 10 až 60 cm. Místo listů má jen zašpičatělé šupinovité listeny kopinatého tvaru. Téměř vždy je plstnatě chlupatá. Rostlina mívá barvu žlutou, růžovou, oranžovou nebo červenohnědou, květy mohou být i modře fialové.
Oboupohlavné květy jsou uspořádány v koncových květenstvích, hustých hroznech nebo klasech, které bývají tvořeny 10 až 20 květy. Kalich má 2 až 5 lístků naspodu srostlých, je zvonkovitého tvaru. Koruna je trubkovitá, zakřivená, dvoupyská. Horní pysk je nedělený nebo dvoulaločný, spodní třílaločný. Květ obsahuje 4 tyčinky. Plodem je dvoupouzdrá tobolka s velmi drobnými semeny, jedna mívá až 2000 semen. Statná rostlina může mít za rok i 100 000 semen, jejich schopnost vyklíčit bývá udávána od 5 do 10 let.

## Parazitismus
Záraza je holoparazit, tj. úplný parazit neschopný bez hostitelské rostliny existovat. Cizopasí na kořenech lučních rostlin, z nichž čerpá vodu a organické i anorganické látky potřebné k růstu, které si není schopna bez chlorofylu vytvořit. Celý její metabolismus je tomu přizpůsoben. Některé druhy jsou schopny růstu jen na jednom druhu hostitelské rostliny, jiné srůstají s více druhy. Původně měly zárazy normální fotosyntetický aparát i kořenový systém, k parazitickému stádiu došly vývojem.

## Vývoj rostliny
Rozmnožují se pouze pohlavně, semeny, která jsou velmi lehká a může je roznášet vítr. Semena jsou malá a dovedou vytvořit jen krátké kořínky, musí se proto při klíčení nacházet blízko kořene hostitele, průměrně do 3 mm. Přítomnost kořenových výměšků klíčení semene stimuluje. Semeno po vyklíčení vytvoří tenký kořínek, prokaulom, kterým pronikne do kořenů hostitele. Vytvoří se příchytné kořínky, haustorium, které pronikají do floému i xylému. Vytvářejí tam značný tlak na buněčnou stěnu cév hostitelské rostliny, až s nimi srostou. Postupně se vytvoří na kořenu hlízovitý útvar, z něhož po nashromáždění dostatku živin vyrůstá nad povrch půdy lodyha s květy. Je-li semeno v zemi hlouběji než 2 cm, nevyklíčí.

## Význam
V dřívějších obdobích bývala záraza občas a místně obtížným plevelem, v současnosti s novým postupem obhospodařování polí a zahrad je téměř neznámá. Dříve se kořenu používalo v lidovém léčitelství proti nadýmání.

## Ohrožení
Podle Černého a červeného seznamu cévnatých rostlin ČR je 7 druhů zárazy zařazených do kategorie kriticky ohrožených (C1), 3 druhy jsou silně ohrožené (C2) a 4 druhy jsou považovány za ohrožené (C3). Stupeň ohrožení jednotlivých taxonů viz kapitola Taxonomie.

## Taxonomie
Je rozlišováno okolo 130 druhů rodu záraza.  V České republice se vyskytuje těchto 17 druhů, z nichž mnohé jen ojediněle a vzácně. Za jménem je stupeň ohrožení.
- záraza alsaská (Orobanche alsatica) Kirschl. – C2
- záraza bílá (Orobanche alba) Willd. – C3
- záraza devětsilová (Orobanche flava) Mart. ex F. W. Schultz – C2
- záraza hořčíková (Orobanche picridis) F. W. Schultz – C1
- záraza hřebíčková (Orobanche caryophyllacea) Sm. – C3
- záraza menší (Orobanche minor) Sm.
- záraza nachová (Orobanche purpurea) Jacq. – C1
- záraza namodralá (Orobanche coerulescens) Stephan – C1
- záraza ožanková (Orobanche teucrii) Holandre – C1
- záraza písečná (Orobanche arenaria) Borkh. – C1
- záraza síťnatá (Orobanche reticulata) Wallr. – C2
- záraza sivá (Orobanche caesia) Rchb – C1
- záraza štíhlá (Orobanche gracilis) Sm.
- záraza šupinatá (Orobanche artemisiae-campestris) Gaudin – C1
- záraza větevnatá (Orobanche ramosa) L.
- záraza vyšší (Orobanche elatior) Sutton – C1
- záraza žlutá (Orobanche lutea) Baumg. – C3